# هيو ديمبسي
هيو ديمبسي هو مؤرخ كندي، ولد في 7 نوفمبر 1929 في إدغيرتون في كندا.